# Mamadou Konaté (homme politique)
Pour les articles homonymes, voir Mamadou Konaté et Konaté.
Mamadou Konaté était un homme politique malien, né en 1897 à Kati au Mali. Député actif, il fut le 1er vice-président africain-noir de l'Assemblée nationale française. Il fut également parmi les pionniers leaders politiques partisan d'un Mali indépendant.

## Biographie
Mamadou Konaté après des études à l’École normale William-Ponty (Gorée, Sénégal) devient instituteur-formateur-enseignant entre 1919 et 1946 dans différentes localités comme Bafoulabé, Macina, Kolokani avant de prendre la direction de l’École régionale de Bamako.
En 1937, il crée le Syndicat des instituteurs de l’Afrique occidentale française.
En 1945, il fonde le bloc démocratique soudanais avec Seydou Traoré, père d'Amadou Seydou Traoré, et le 1er président Malien Modibo Keïta, leur parti devient l’Union soudanaise – Rassemblement démocratique africain en octobre 1946, une section du Rassemblement démocratique africain qui donna (US-RDA).
Élu député en 1946, il siège à l’Assemblée nationale française au sein du groupe de l’Union démocratique et socialiste de la Résistance (UDSR) et est membre notamment des commissions de l’Éducation nationale et des Territoires d’Outre-mer. La liste du RDA est arrivée en deuxième position après celle du Parti progressiste soudanais (PSP) de Fily Dabo Sissoko.
En 1951, la liste du RDA arrive de nouveau en deuxième position et Mamadou Konaté siège de nouveau à l’Assemblée nationale. ainsi en 1951 et 1956 Mamadou Konaté fut réélu au parlement 
Lors des élections de janvier 1956, la liste du RDA dépasse celle du PSP. Mamadou Konaté est élu avec Modibo Keïta. À l’Assemblée nationale, il est l'un des vice-présidents avec André le Troquer, Roger Garaudy et Marie-Claude Vaillant-Couturier. Peu de temps après, atteint d’une hépatite, il décède le 11 mai 1956.